# Erin Krakow
Erin Krakow (Filadelfia, 5 settembre 1984) è un'attrice statunitense.

## Carriera
Deve la sua notorietà principalmente al ruolo di Elizabeth Thornton, la protagonista della serie televisiva Quando chiama il cuore.

## Filmografia

### Televisione
- Army Wives - Conflitti del cuore (Army Wives) – serie TV, 18 episodi (2010-2012)
- Castle – serie TV, episodio 5x13 (2013)
- Quando chiama il cuore (When Calls the Heart) – serie TV, 134 episodi (2014-2025)
- Friend Request - Scatti d'amore (Friend Request), regia di Bradford May – film TV (2014)
- Un dolce Natale (A Cookie Cutter Christmas), regia di Christie Will Wolf – film TV (2014)
- NCIS: Los Angeles – serie TV, episodio 7x02 (2015)
- Good Girls Revolt – serie TV, episodio 1x02 (2016)
- Il Natale più dolce (Finding Father Christmas), regia di Terry Ingram – film TV (2016)
- Il Natale delle verità (Engaging Father Christmas), regia di David Winning – film TV (2017)
- NCIS - Unità anticrimine (NCIS) – serie TV, episodio 14x24 (2017)
- Marrying Father Christmas, regia di David Winning – film TV (2018)
- Un ranch per due (A Summer Romance), regia di David Winning – film TV (2019)
- Sei sempre stata tu (It Was Always You), regia di Michael Robison – film TV (2021)
- Un cottage da sogno (The Wedding Cottage), regia di Terry Ingram – film TV (2023)
- Blind Date Book Club, regia di Peter Benson – film TV (2024)
- Santa Tell Me, regia di Ryan Landels – film TV (2024)

## Doppiatrici italiane
Nelle versioni in italiano delle opere in cui ha recitato, Erin Krakow è stata doppiata da:
- Benedetta Degli Innocenti in Army Wives - Conflitti del cuore, Un dolce Natale
- Guendalina Ward in Castle
- Valentina Favazza in Quando chiama il cuore
- Chiara Gioncardi in NCIS: Los Angeles
- Cristina Caparrelli ne Il Natale delle verità
- Daniela Calò in NCIS - Unità anticrimine